# Giuseppe Giordani

Giuseppe (Tommaso Giovanni) Giordani (Napels, 19 december 1751 - Fermo, 4 januari 1798) was een Italiaans componist van voornamelijk opera's.

## Leven en werk
Giordani's ouders waren Domenico Giordani en Anna Maria Tosato. Hij studeerde muziek in Napels bij Domenico Cimarosa en Nicola Antonio Zingarelli. In 1774 werd hij benoemd tot muziekdirecteur van de kapel van de Duomo van Napels. Zijn eerste opera L'Epponina werd uitgebracht in 1779. Zijn sacrale drama La distruzione di Gerusalemme (1787) was een opmerkelijk succes in het Teatro San Carlo van Napels. In 1791 werd hij maestro di cappella in de kathedraal van Fermo.
Tot voor kort werd de populaire aria Caro Mio Ben (1783) toegeschreven aan Giuseppe Tommaso Giovanni Giordani. Echter, geleerden overwegen nu Tommaso Giordani, of zijn vader Giuseppe Giordani sr., waarschijnlijk de componist van de aria zou kunnen zijn.

## Werken
- L'Epponina (1779), opera
- La distruzione di Gerusalemme (1787), sacraal drama

- Biblioteca Nacional de España: XX1038866
- Bibliothèque nationale de France: cb138944911 (data)
- Gemeinsame Normdatei: 10054097X
- International Standard Name Identifier: 0000 0000 8055 3377
- Library of Congress Control Number: n83129318
- Nationale Bibliotheek van Letland: 000049872
- MusicBrainz: 7751b951-762c-467f-afb4-96ca711cd458
- Nationale Bibliotheek van Tsjechië: xx0013440
- Nationale Bibliotheek van Israël: 987007446449205171
- Nederlandse Thesaurus van Auteursnamen: 216602491
- Istituto Centrale per il Catalogo Unico: CFIV118797
- LIBRIS: 171593
- SNAC: w6r25b8z
- Système universitaire de documentation: 161611524
- Trove: 1499310
- Virtual International Authority File: 47111099
- WorldCat: E39PBJdgTw3jBtCDD9GbXjpkjC